# Uruguayská kuchyně

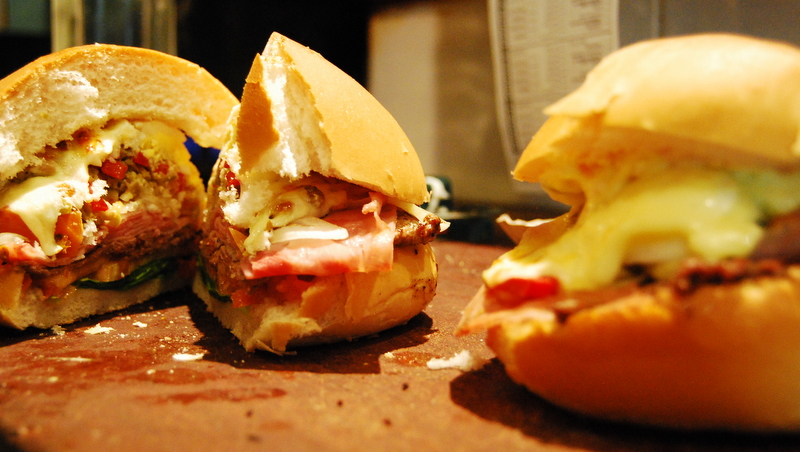
Chivito

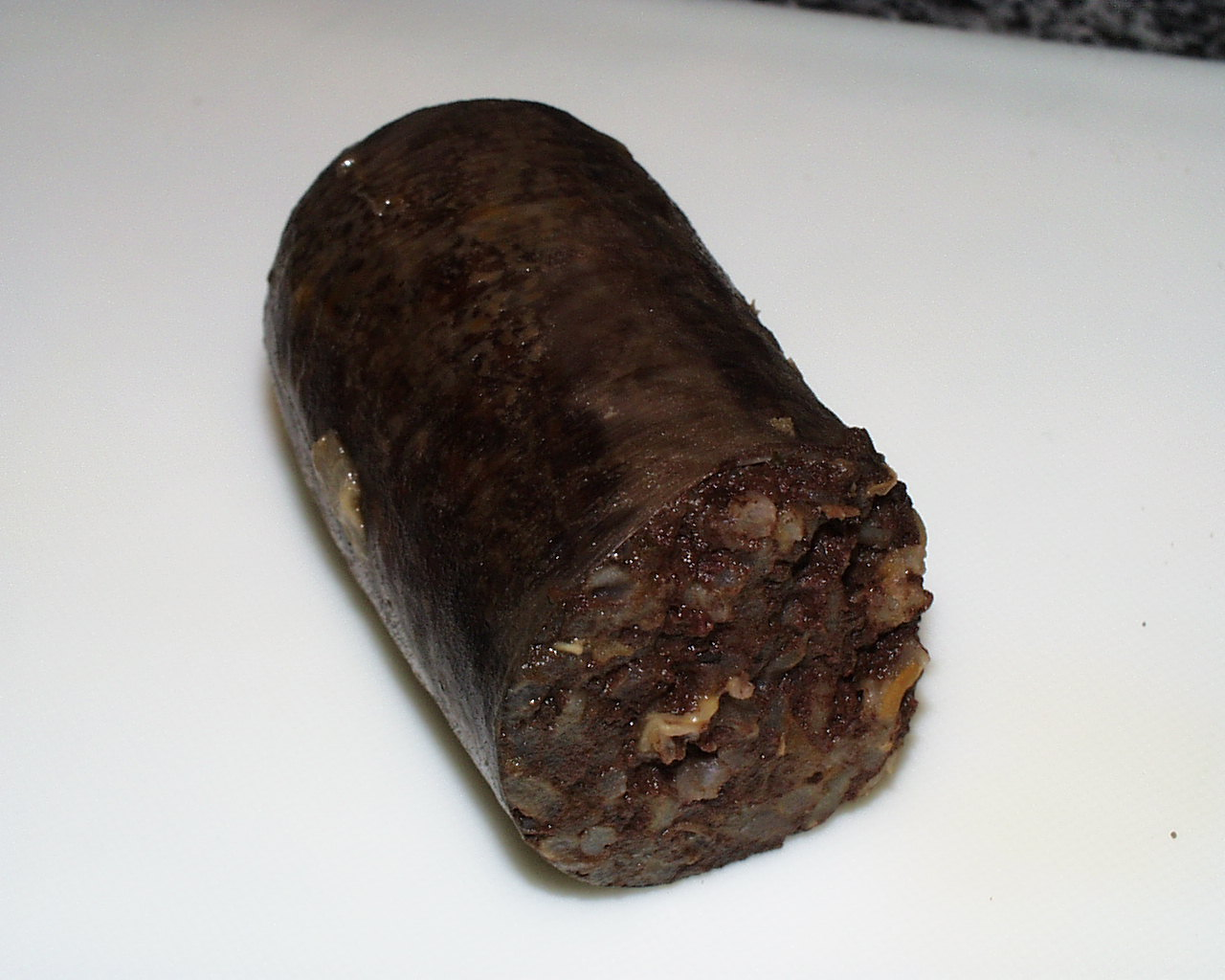
Morcilla

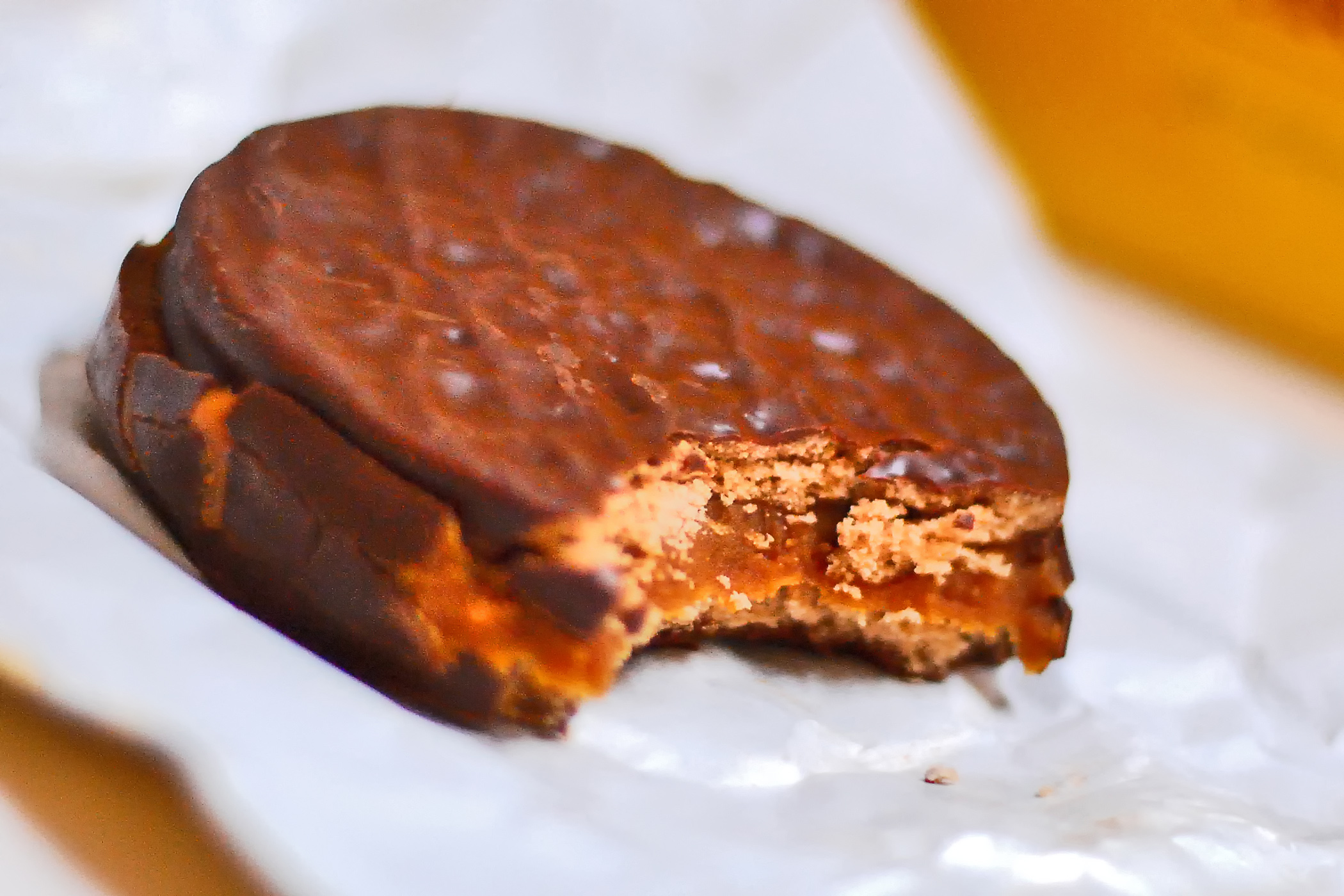
Sušenka alfajor plněná dulce de leche

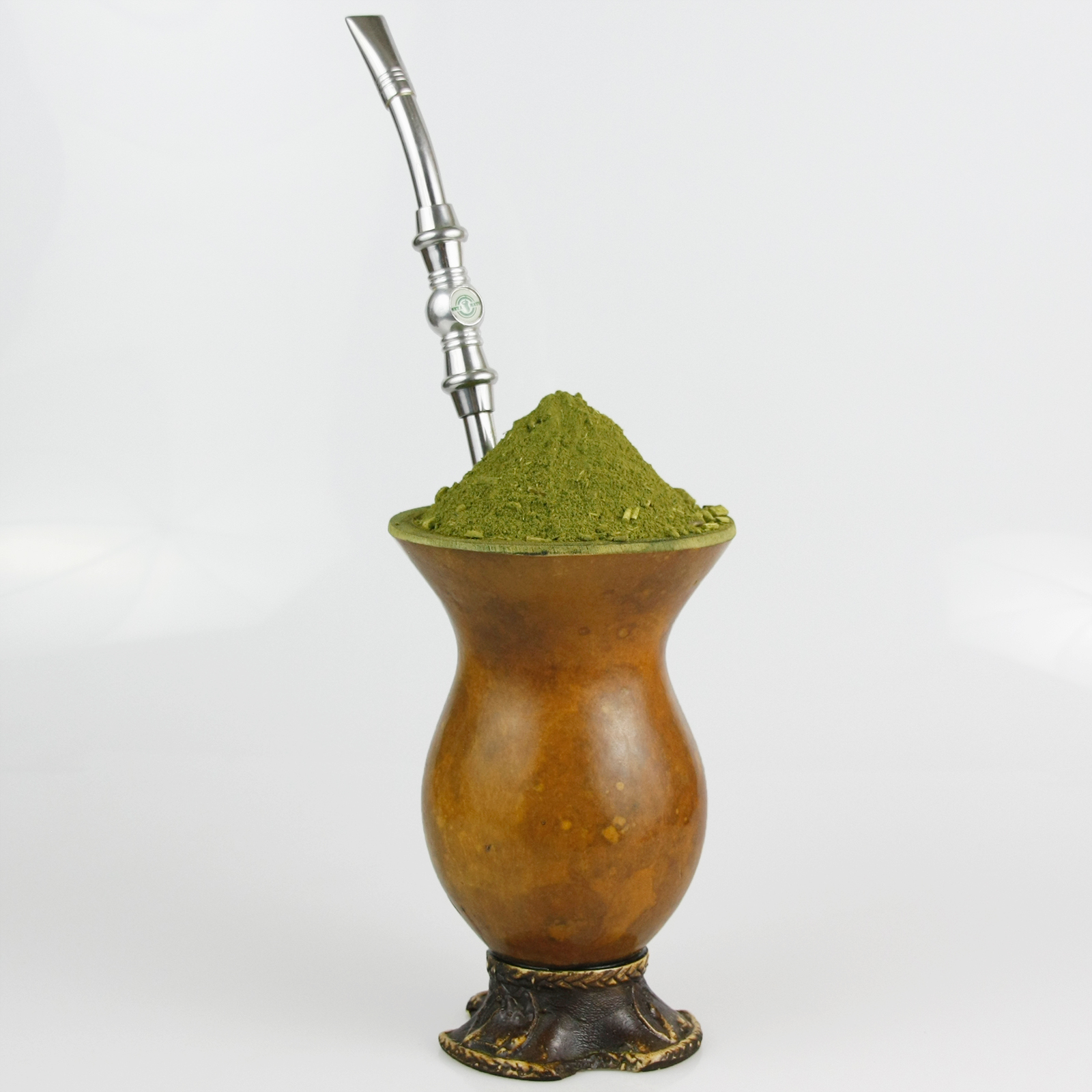
Maté

Uruguayská kuchyně (španělsky: Gastronomía de Uruguay) vychází z evropské kuchyně (především španělské, francouzské a italské, v menší míře také německé a britské). Je velmi podobná argentinské kuchyni, ale nebyla tolik ovlivněna kuchyní místních indiánských kmenů.
Uruguay je zemí s nejvyšší spotřebou hovězího masa na obyvatele na světě.

## Příklady uruguayských pokrmů
Příklady uruguayských pokrmů:
- Grilované maso (steak, žebírka)
- Chivito, sendvič plněný steakem, slaninou, sýrem a zeleninou
- Morcilla, krvavá klobása
- Dulce de leche, sladká pomazánka z mléka a karamelu
- Alfajores, sušenky plněné dulce de leche
- Chajá, nadýchaný zákusek
- Choripán, klobása podávaná v bagetě[4]
- Farinata, slaný koláč z cizrnové mouky
- Milanesa, smažený plátek masa podobný řízku
- Ruský salát, salát z brambor, mrkve, hrachu a majonézy
- Noky (ñoquis)[5]
- Pizza
- Polenta, kukuřičná kaše

## Příklady uruguayských nápojů
Příklady uruguayských nápojů:
- Víno, v Uruguayi je provozováno vinařství
- Clerico, nápoj z vína a ovocné šťávy
- Maté, povzbuzující nápoj vyráběný z lístků cesmíny paraguayské
- Caña, alkoholický nápoj z cukrové třtiny
- Whisky